# Tornei di tennis maschili nel 1948
Prima della nascita della cosiddetta "Era Open" del tennis, ossia l'apertura ai tennisti professionisti dei tornei che prima di quell'anno erano riservati ai tennisti dilettanti. Nel 1948 i tornei si distinguevano in pro e amatoriali: ai primi potevano partecipare solo i giocatori professionisti, mentre ai secondi potevano partecipare solo i tennisti dilettanti. Tutti i tornei più importanti erano amatoriali tra questi c'erano i tornei del Grande Slam: gli Australian Championships, gli Internazionali di Francia, il Torneo di Wimbledon e gli U.S. National Championships.

## Calendario

### Legenda
| Tornei amatoriali       |
| Tornei professionistici |

### Gennaio
| Settimana  | Torneo                                                                                | Vincitore                                          | Finalista                | Semifinalisti               | Eliminati ai quarti                                      |
| ---------- | ------------------------------------------------------------------------------------- | -------------------------------------------------- | ------------------------ | --------------------------- | -------------------------------------------------------- |
| Gennaio    | India National Championships 1948 Calcutta, India Singolare - Doppio                  | Lennart Bergelin 8-6 6-1 6-4                       | Sumant Misra             |                             |                                                          |
| Gennaio    | India National Championships 1948 Calcutta, India Singolare - Doppio                  |                                                    |                          |                             |                                                          |
| 1º gennaio | Sugar Bowl Invitation 1948 New Orleans, USA Singolare - Doppio                        | Ted Schroeder 7-5 6-2 3-6 6-2                      | Pancho Gonzales          |                             |                                                          |
| 1º gennaio | Sugar Bowl Invitation 1948 New Orleans, USA Singolare - Doppio                        |                                                    |                          |                             |                                                          |
| 4 gennaio  | US Pro Claycourt Championships 1948 St. Augustine, USA Terra rossa Singolare - Doppio | Frank Kovacs 6-1 9-7                               | Bill Lufler              |                             |                                                          |
| 4 gennaio  | US Pro Claycourt Championships 1948 St. Augustine, USA Terra rossa Singolare - Doppio | Frank Kovacs George Lyttleton Rogers 6-1 4-6 6-2   | Bill Lufler Joe Whalen   |                             |                                                          |
| 4 gennaio  | South Australian Championships 1948 Adelaide, Australia Singolare - Doppio            | James Brink 6-4 6-4 6-3                            | Eddie Moylan             | Frank Sedgman Lionel Brodie | Robert McCarthy Jack Dart Harry Hopman Colin Foster Long |
| 4 gennaio  | South Australian Championships 1948 Adelaide, Australia Singolare - Doppio            |                                                    |                          | Frank Sedgman Lionel Brodie | Robert McCarthy Jack Dart Harry Hopman Colin Foster Long |
| 4 gennaio  | Perth Championships 1948 Perth, Australia Singolare - Doppio                          | Norman Wasley 6-3 6-2 6-2                          | Clive Wilderspin         |                             |                                                          |
| 4 gennaio  | Perth Championships 1948 Perth, Australia Singolare - Doppio                          |                                                    |                          |                             |                                                          |
| 7 gennaio  | Cumberland Championships 1948 Sydney, Australia Singolare - Doppio                    | Bill Sidwell 2-6 6-4 6-4                           | James Gilchrist          |                             |                                                          |
| 7 gennaio  | Cumberland Championships 1948 Sydney, Australia Singolare - Doppio                    |                                                    |                          |                             |                                                          |
| 10 gennaio | New Zealand Championships 1948 Auckland, Nuova Zelanda Singolare - Doppio             | Ronald S. McKenzie 7-5 6-2 6-2                     | Jeff Robson              |                             |                                                          |
| 10 gennaio | New Zealand Championships 1948 Auckland, Nuova Zelanda Singolare - Doppio             | Ronald S. McKenzie Stan Painter                    |                          |                             |                                                          |
| 11 gennaio | Dixie Championships 1948 Tampa, USA Singolare - Doppio                                | Pancho Gonzales 2-6 3-6 6-2 7-5 6-2                | Gardner Larned           |                             |                                                          |
| 11 gennaio | Dixie Championships 1948 Tampa, USA Singolare - Doppio                                |                                                    |                          |                             |                                                          |
| 19 gennaio | Florida West Coast Championships 1948 Saint Petersburg, USA Singolare - Doppio        | Gardnar Mulloy 4-6 6-2 9-11 6-4 6-2                | Pancho Gonzales          |                             |                                                          |
| 19 gennaio | Florida West Coast Championships 1948 Saint Petersburg, USA Singolare - Doppio        |                                                    |                          |                             |                                                          |
| 25 gennaio | Florida State Championships 1948 Orlando, USA Singolare - Doppio                      | Pancho Gonzales 6-2 3-6 6-3 6-3                    | Enrique Buse             |                             |                                                          |
| 25 gennaio | Florida State Championships 1948 Orlando, USA Singolare - Doppio                      |                                                    |                          |                             |                                                          |
| 26 gennaio | Australian Championships 1948 Melbourne, Australia Singolare - Doppio                 | Adrian Quist 6-4 3-6 6-3 2-6 6-3                   | John Bromwich            |                             |                                                          |
| 26 gennaio | Australian Championships 1948 Melbourne, Australia Singolare - Doppio                 | John Bromwich Adrian Quist 1-6, 6-8, 9-7, 6-3, 8-6 | Colin Long Frank Sedgman |                             |                                                          |

### Febbraio
| Settimana   | Torneo                                                                                 | Vincitore                       | Finalista       | Semifinalisti | Eliminati ai quarti |
| ----------- | -------------------------------------------------------------------------------------- | ------------------------------- | --------------- | ------------- | ------------------- |
| 1º febbraio | Scandinavian Covered Court Championships 1948 Copenaghen, Danimarca Singolare - Doppio | Borje Fornstedt 1-6 7-5 6-1 6-2 | Kurt Nielsen    |               |                     |
| 1º febbraio | Scandinavian Covered Court Championships 1948 Copenaghen, Danimarca Singolare - Doppio |                                 |                 |               |                     |
| 22 febbraio | University of Miami Championships 1948 Coral Gables, USA Singolare - Doppio            | Gardnar Mulloy 6-2 7-5          | Bruce Thomas    |               |                     |
| 22 febbraio | University of Miami Championships 1948 Coral Gables, USA Singolare - Doppio            |                                 |                 |               |                     |
| 22 febbraio | Buffalo Indoor 1948 Buffalo, USA Singolare - Doppio                                    | Bill Talbert 6-1 6-2            | Sidney Wood     |               |                     |
| 22 febbraio | Buffalo Indoor 1948 Buffalo, USA Singolare - Doppio                                    |                                 |                 |               |                     |
| 28 febbraio | Northern Suburbs Hard Court Championships 1948 Sydney, Australia Singolare - Doppio    | Adrian Quist 6-2 6-3            | Robert McCarthy |               |                     |
| 28 febbraio | Northern Suburbs Hard Court Championships 1948 Sydney, Australia Singolare - Doppio    |                                 |                 |               |                     |
| 29 febbraio | French Covered Court Championships 1948 Lione, Francia Singolare - Doppio              | Pedro Masip 7-5 6-4 2-6 2-6 6-4 | Henri Cochet    |               |                     |
| 29 febbraio | French Covered Court Championships 1948 Lione, Francia Singolare - Doppio              |                                 |                 |               |                     |

### Marzo
| Settimana | Torneo                                                                                               | Vincitore                                       | Finalista                          | Semifinalisti | Eliminati ai quarti |
| --------- | --- | ----------------------------------------------- | ---------------------------------- | ------------- | ------------------- |
| marzo     | USPLTA Spring Championships 1948 Woodside, USA Singolare - Doppio                                    | John Nogrady                                    | Robert Stubbs Jr                   |               |                     |
| marzo     | USPLTA Spring Championships 1948 Woodside, USA Singolare - Doppio                                    | Bill Lufler Frank Fiala                         | Mitchell Gornto Edward S. Stillman |               |                     |
| 11 marzo  | US Indoors 1948 New York, USA Singolare - Doppio                                                     | Bill Talbert 4-6 8-6 9-7 6-2                    | Sidney Schwartz                    |               |                     |
| 11 marzo  | US Indoors 1948 New York, USA Singolare - Doppio                                                     |                                                 |                                    |               |                     |
| 13 marzo  | Melbourne Cricket Club Tournament Albert Park 1948 Melbourne, Australia Singolare - Doppio           | Colin Long 6-1 6-3 6-4                          | George Worthington                 |               |                     |
| 13 marzo  | Melbourne Cricket Club Tournament Albert Park 1948 Melbourne, Australia Singolare - Doppio           |                                                 |                                    |               |                     |
| 14 marzo  | Egyptian International Cairo Championships 1948 Il Cairo, Egitto Singolare - Doppio                  | Franjo Punčec 6-2 6-3 6-4                       | Jacques Peten                      |               |                     |
| 14 marzo  | Egyptian International Cairo Championships 1948 Il Cairo, Egitto Singolare - Doppio                  |                                                 |                                    |               |                     |
| 14 marzo  | Swedish Covered Court Championships 1948 Stoccolma, Svezia Singolare - Doppio                        | Lennart Bergelin 6-2 7-5 6-3                    | Nils Rohlsson                      |               |                     |
| 14 marzo  | Swedish Covered Court Championships 1948 Stoccolma, Svezia Singolare - Doppio                        |                                                 |                                    |               |                     |
| 20 marzo  | Cromer Covered Court Spring Meeting 1948 Cromer, Gran Bretagna Singolare - Doppio                    | Donald William Butler 8-6 2-6 6-2               | Eric Filby                         |               |                     |
| 20 marzo  | Cromer Covered Court Spring Meeting 1948 Cromer, Gran Bretagna Singolare - Doppio                    |                                                 |                                    |               |                     |
| 21 marzo  | Danish Covered Court Championships 1948 Copenaghen, Danimarca Singolare - Doppio                     | Kurt Nielsen 6-4 6-4 3-6 9-7                    | Torben Ulrich                      |               |                     |
| 21 marzo  | Danish Covered Court Championships 1948 Copenaghen, Danimarca Singolare - Doppio                     |                                                 |                                    |               |                     |
| 22 marzo  | Cannes Championships 1948 Cannes, Francia Singolare - Doppio                                         | József Asbóth 6-3 6-1 6-0                       | Sidney Wood                        |               |                     |
| 22 marzo  | Cannes Championships 1948 Cannes, Francia Singolare - Doppio                                         |                                                 |                                    |               |                     |
| 28 marzo  | Egyptian International Alexandria Championships 1948 Alessandria d'Egitto, Egitto Singolare - Doppio | Robert Abdesselam 3-6 4-6 6-3 6-4 6-1           | Philippe Washer                    |               |                     |
| 28 marzo  | Egyptian International Alexandria Championships 1948 Alessandria d'Egitto, Egitto Singolare - Doppio |                                                 |                                    |               |                     |
| 28 marzo  | Bermuda International Championships 1948 Hamilton, Bermuda Singolare - Doppio                        | Bill Talbert 6-3 6-2 5-7 7-5                    | Marcel Bernard                     |               |                     |
| 28 marzo  | Bermuda International Championships 1948 Hamilton, Bermuda Singolare - Doppio                        |                                                 |                                    |               |                     |
| 28 marzo  | Nice Lawn Tennis Club Championships 1948 Nizza, Francia Singolare - Doppio                           | József Asbóth 8-6 6-8 6-3 6-4                   | Jaroslav Drobny                    |               |                     |
| 28 marzo  | Nice Lawn Tennis Club Championships 1948 Nizza, Francia Singolare - Doppio                           |                                                 |                                    |               |                     |
| 29 marzo  | Central Slopes Championships 1948 Goulburn, Australia Singolare - Doppio                             | John Bromwich 6-0 6-0                           | Aub. Brogan                        |               |                     |
| 29 marzo  | Central Slopes Championships 1948 Goulburn, Australia Singolare - Doppio                             |                                                 |                                    |               |                     |
| 29 marzo  | South African Championships 1948 Johannesburg, Sudafrica Singolare - Doppio                          | Eric Sturgess 6-3 6-4 6-8 6-1                   | Tony Mottram                       |               |                     |
| 29 marzo  | South African Championships 1948 Johannesburg, Sudafrica Singolare - Doppio                          |                                                 |                                    |               |                     |
| 30 marzo  | Western Australian Championships 1948 Perth, Australia Singolare - Doppio                            | Frank Sedgman 6-4 6-2 6-4                       | Colin Long                         |               |                     |
| 30 marzo  | Western Australian Championships 1948 Perth, Australia Singolare - Doppio                            |                                                 |                                    |               |                     |
| 30 marzo  | Darling Downs Championships 1948 Toowoomba, Australia Singolare - Doppio                             | Brian Strohfeldt 6-1 7-5                        | Arthur Liddle                      |               |                     |
| 30 marzo  | Darling Downs Championships 1948 Toowoomba, Australia Singolare - Doppio                             |                                                 |                                    |               |                     |
| 31 marzo  | Tally Ho! 1948 Birmingham, Gran Bretagna Singolare - Doppio                                          | Peter E. Hare Czeslaw Spychala titolo condiviso |                                    |               |                     |
| 31 marzo  | Tally Ho! 1948 Birmingham, Gran Bretagna Singolare - Doppio                                          |                                                 |                                    |               |                     |
| 31 marzo  | Scarborough Hard Court Championships 1948 Scarborough, Gran Bretagna Singolare - Doppio              | Ignacy Tloczynski 7-5 6-0                       | George Godsell                     |               |                     |
| 31 marzo  | Scarborough Hard Court Championships 1948 Scarborough, Gran Bretagna Singolare - Doppio              |                                                 |                                    |               |                     |

### Aprile
| Settimana | Torneo                                                                                | Vincitore                             | Finalista         | Semifinalisti | Eliminati ai quarti |
| --------- | ------------------------------------------------------------------------------------- | ------------------------------------- | ----------------- | ------------- | ------------------- |
| 4 aprile  | Australian Hard Court Championships 1948 Hobart, Australia Singolare - Doppio         | Adrian Quist 6-2 6-1 7-5              | Bill Sidwell      |               |                     |
| 4 aprile  | Australian Hard Court Championships 1948 Hobart, Australia Singolare - Doppio         |                                       |                   |               |                     |
| 5 aprile  | Monte Carlo Cup 1948 Monte Carlo, Monte Carlo Singolare - Doppio                      | József Asbóth 6-3 6-2 5-7 6-2         | Gianni Cucelli    |               |                     |
| 5 aprile  | Monte Carlo Cup 1948 Monte Carlo, Monte Carlo Singolare - Doppio                      |                                       |                   |               |                     |
| 8 aprile  | River Plate Championships 1948 Buenos Aires, Argentina Singolare - Doppio             | Seymour Greenberg 6-1 2-6 6-2 4-6 6-1 | Enrique Morea     |               |                     |
| 8 aprile  | River Plate Championships 1948 Buenos Aires, Argentina Singolare - Doppio             |                                       |                   |               |                     |
| 10 aprile | Paddington Hard Court Championships 1948 Paddington, Gran Bretagna Singolare - Doppio | Howard F. Walton 6-1 6-2              | Sumant Misra      |               |                     |
| 10 aprile | Paddington Hard Court Championships 1948 Paddington, Gran Bretagna Singolare - Doppio |                                       |                   |               |                     |
| 11 aprile | Carlton Club Championships 1948 Cannes, Francia Singolare - Doppio                    | Budge Patty 6-4 6-1 6-2               | Christian Grandet |               |                     |
| 11 aprile | Carlton Club Championships 1948 Cannes, Francia Singolare - Doppio                    |                                       |                   |               |                     |
| 17 aprile | Cumberland Hard Court Championships 1948 Hampstead, Gran Bretagna Singolare - Doppio  | Headley T. Baxter 6-2 6-1             | Dennis H. Slack   |               |                     |
| 17 aprile | Cumberland Hard Court Championships 1948 Hampstead, Gran Bretagna Singolare - Doppio  |                                       |                   |               |                     |
| 24 aprile | Surrey Hard Court Championships 1948 Sutton, Gran Bretagna Singolare - Doppio         | Eric Sturgess 6-0 6-1                 | John W. Spence    |               |                     |
| 24 aprile | Surrey Hard Court Championships 1948 Sutton, Gran Bretagna Singolare - Doppio         |                                       |                   |               |                     |
| 25 aprile | River Oaks International Tennis Tournament 1948 Houston, USA Singolare - Doppio       | Frank Parker 9-7 6-2 6-1              | Bill Talbert      |               |                     |
| 25 aprile | River Oaks International Tennis Tournament 1948 Houston, USA Singolare - Doppio       |                                       |                   |               |                     |
| 25 aprile | Paris International Championships 1948 Parigi, Francia Singolare - Doppio             | Marcel Bernard 6-4 6-3 6-2            | Henri Cochet      |               |                     |
| 25 aprile | Paris International Championships 1948 Parigi, Francia Singolare - Doppio             |                                       |                   |               |                     |

### Maggio
| Settimana | Torneo                                                                                 | Vincitore                                        | Finalista                  | Semifinalisti | Eliminati ai quarti |
| --------- | -------------------------------------------------------------------------------------- | ------------------------------------------------ | -------------------------- | ------------- | ------------------- |
| 1º maggio | British Hard Court Championships 1948 Bournemouth, Gran Bretagna Singolare - Doppio    | Eric Sturgess 6-2 6-3 6-1                        | Ignacy Tloczynski          |               |                     |
| 1º maggio | British Hard Court Championships 1948 Bournemouth, Gran Bretagna Singolare - Doppio    |                                                  |                            |               |                     |
| 8 maggio  | London Hard Court Championships 1948 Hurlingham, Gran Bretagna Singolare - Doppio      | Sumant Misra 3-6 8-6 6-3                         | Nath Narendra              |               |                     |
| 8 maggio  | London Hard Court Championships 1948 Hurlingham, Gran Bretagna Singolare - Doppio      |                                                  |                            |               |                     |
| 8 maggio  | Henley Hard Courts Spring Meeting 1948 Phillis Court, Gran Bretagna Singolare - Doppio | Franjo Kukuljevic 6-0 6-2                        | John W. Spence             |               |                     |
| 8 maggio  | Henley Hard Courts Spring Meeting 1948 Phillis Court, Gran Bretagna Singolare - Doppio |                                                  |                            |               |                     |
| 15 maggio | Torneo di Lytham St Annes 1948 Lytham St Annes, Gran Bretagna Singolare - Doppio       | Howard F. Walton 6-3 6-4                         | Douglas Snart              |               |                     |
| 15 maggio | Torneo di Lytham St Annes 1948 Lytham St Annes, Gran Bretagna Singolare - Doppio       |                                                  |                            |               |                     |
| 16 maggio | Southern California Championships 1948 Los Angeles, USA Singolare - Doppio             | Ted Schroeder 6-4 6-4 2-6 6-2                    | Eddie Moylan               |               |                     |
| 16 maggio | Southern California Championships 1948 Los Angeles, USA Singolare - Doppio             |                                                  |                            |               |                     |
| 20 maggio | The Priory 1948 Birmingham, Gran Bretagna Singolare - Doppio                           | Donald William Butler 6-1 6-2                    | Edmund David               |               |                     |
| 20 maggio | The Priory 1948 Birmingham, Gran Bretagna Singolare - Doppio                           |                                                  |                            |               |                     |
| 22 maggio | Torneo di Harrogate 1948 Harrogate, Gran Bretagna Singolare - Doppio                   | John Bromwich 6-2 6-0                            | Howard F. Walton           |               |                     |
| 22 maggio | Torneo di Harrogate 1948 Harrogate, Gran Bretagna Singolare - Doppio                   |                                                  |                            |               |                     |
| 23 maggio | Wide Bay Tennis Championships 1948 Bundaberg, Australia Singolare - Doppio             | Harold Skennar 10-8 3-6 7-5                      | Arthur Liddle              |               |                     |
| 23 maggio | Wide Bay Tennis Championships 1948 Bundaberg, Australia Singolare - Doppio             |                                                  |                            |               |                     |
| 23 maggio | Maroochy Tennis Championships 1948 Nambour, Australia Singolare - Doppio               | Les Hamilton 6-1 2-6 7-5                         | George Thorogood           |               |                     |
| 23 maggio | Maroochy Tennis Championships 1948 Nambour, Australia Singolare - Doppio               |                                                  |                            |               |                     |
| 29 maggio | Torneo di Chapel Allerton 1948 Chapel Allerton, Gran Bretagna Singolare - Doppio       | F.B. Webb 7-5 6-3                                | N. Taylor                  |               |                     |
| 29 maggio | Torneo di Chapel Allerton 1948 Chapel Allerton, Gran Bretagna Singolare - Doppio       |                                                  |                            |               |                     |
| 29 maggio | Surrey Championships 1948 Surbiton, Gran Bretagna Singolare - Doppio                   | John Bromwich Geoffrey Paish titolo condiviso    |                            |               |                     |
| 29 maggio | Surrey Championships 1948 Surbiton, Gran Bretagna Singolare - Doppio                   |                                                  |                            |               |                     |
| 30 maggio | Internazionali di Francia 1948 Parigi, Francia Singolare - Doppio                      | Frank Parker 6-4 7-5 5-7 8-6                     | Jaroslav Drobny            |               |                     |
| 30 maggio | Internazionali di Francia 1948 Parigi, Francia Singolare - Doppio                      | Lennart Bergelin Jaroslav Drobný 8-6, 6-1, 12-10 | Harry Hopman Frank Sedgman |               |                     |

### Giugno
| Settimana | Torneo                                                                                     | Vincitore                                     | Finalista             | Semifinalisti          | Eliminati ai quarti                                   |
| --------- | ------------------------------------------------------------------------------------------ | --------------------------------------------- | --------------------- | ---------------------- | ----------------------------------------------------- |
| 5 giugno  | Belgium International Championships 1948 Bruxelles, Belgio Singolare - Doppio              | Frank Parker 6-1 1-6 3-6 6-1 6-2              | Budge Patty           |                        |                                                       |
| 5 giugno  | Belgium International Championships 1948 Bruxelles, Belgio Singolare - Doppio              |                                               |                       |                        |                                                       |
| 5 giugno  | Barnes 1948 Lowther, Gran Bretagna Singolare - Doppio                                      | Clarence Medlycott Jones 7-5 9-7              | Francis J. Wallis     |                        |                                                       |
| 5 giugno  | Barnes 1948 Lowther, Gran Bretagna Singolare - Doppio                                      |                                               |                       |                        |                                                       |
| 5 giugno  | Northern Championships 1948 Manchester, Gran Bretagna Singolare - Doppio                   | John Bromwich 2-6 6-2 8-6                     | Eric Sturgess         |                        |                                                       |
| 5 giugno  | Northern Championships 1948 Manchester, Gran Bretagna Singolare - Doppio                   |                                               |                       |                        |                                                       |
| 5 giugno  | Torneo di Winchester 1948 Winchester, Gran Bretagna Singolare - Doppio                     | Eddie Mandelbaum 5-7 6-3 6-4                  | R.J.E. Mayers         |                        |                                                       |
| 5 giugno  | Torneo di Winchester 1948 Winchester, Gran Bretagna Singolare - Doppio                     |                                               |                       |                        |                                                       |
| 6 giugno  | Danish Hard Court Championships 1948 Copenaghen, Danimarca Singolare - Doppio              | Torben Ulrich 6-2 2-6 5-7 6-4 6-4             | Kurt Nielsen          |                        |                                                       |
| 6 giugno  | Danish Hard Court Championships 1948 Copenaghen, Danimarca Singolare - Doppio              |                                               |                       |                        |                                                       |
| 7 giugno  | New York State Clay Court Championships 1948 Jackson Heights, USA Singolare - Doppio       | Bill Talbert 6-3 5-7 9-7 6-4                  | Ladislav Hecht        |                        |                                                       |
| 7 giugno  | New York State Clay Court Championships 1948 Jackson Heights, USA Singolare - Doppio       |                                               |                       |                        |                                                       |
| 12 giugno | Kent Championships 1948 Beckenham, Gran Bretagna Singolare - Doppio                        | Frank Sedgman 6-4 6-4                         | Jack Edwin Harper     |                        |                                                       |
| 12 giugno | Kent Championships 1948 Beckenham, Gran Bretagna Singolare - Doppio                        |                                               |                       |                        |                                                       |
| 12 giugno | Ulster Championships 1948 Belfast, Irlanda Singolare - Doppio                              | Cyril Kemp 7-5 6-4                            | Matthew Murphy        |                        |                                                       |
| 12 giugno | Ulster Championships 1948 Belfast, Irlanda Singolare - Doppio                              |                                               |                       |                        |                                                       |
| 12 giugno | California State Championships 1948 Berkeley, USA Singolare - Doppio                       | Pancho Gonzales 1-6 10-8 6-3 6-4              | Earl Cochell          |                        |                                                       |
| 12 giugno | California State Championships 1948 Berkeley, USA Singolare - Doppio                       |                                               |                       |                        |                                                       |
| 12 giugno | West of England Championships 1948 Bristol, Gran Bretagna Singolare - Doppio               | Eric Sturgess 6-4 2-6 6-2 6-4                 | Sumant Misra          |                        |                                                       |
| 12 giugno | West of England Championships 1948 Bristol, Gran Bretagna Singolare - Doppio               |                                               |                       |                        |                                                       |
| 12 giugno | Torneo di West Derby 1948 West Derby, Gran Bretagna Singolare - Doppio                     | Kenneth H.C. Lo 6-3 6-2                       | Arnold T. England     |                        |                                                       |
| 12 giugno | Torneo di West Derby 1948 West Derby, Gran Bretagna Singolare - Doppio                     |                                               |                       |                        |                                                       |
| 13 giugno | Southern Championships 1948 New Orleans, USA Singolare - Doppio                            | Jack Tuero 5-7 6-3 3-6 6-3 6-0                | Gardner Larned        |                        |                                                       |
| 13 giugno | Southern Championships 1948 New Orleans, USA Singolare - Doppio                            |                                               |                       |                        |                                                       |
| 14 giugno | Victorian Hard Court Championships 1948 Melbourne, Australia Singolare - Doppio            | Adrian Quist 6-4 6-2                          | Geoff Brown           |                        |                                                       |
| 14 giugno | Victorian Hard Court Championships 1948 Melbourne, Australia Singolare - Doppio            |                                               |                       |                        |                                                       |
| 19 giugno | West of Scottish Championships 1948 Glasgow, Gran Bretagna Singolare - Doppio              | R.G. Harris 6-4 6-2 7-5                       | John G. Rutherglen    |                        |                                                       |
| 19 giugno | West of Scottish Championships 1948 Glasgow, Gran Bretagna Singolare - Doppio              |                                               |                       |                        |                                                       |
| 19 giugno | North of Forth Championships 1948 Kirkcaldy, Gran Bretagna Singolare - Doppio              | Tadeusz Slawek 6-3 6-1 6-4                    | Alan D. L. Hunter     |                        |                                                       |
| 19 giugno | North of Forth Championships 1948 Kirkcaldy, Gran Bretagna Singolare - Doppio              |                                               |                       |                        |                                                       |
| 19 giugno | Queen's Club Championships 1948 Londra, Gran Bretagna Erba Singolare - Doppio              | Bob Falkenburg Eric Sturgess titolo condiviso |                       |                        |                                                       |
| 19 giugno | Queen's Club Championships 1948 Londra, Gran Bretagna Erba Singolare - Doppio              |                                               |                       |                        |                                                       |
| 19 giugno | Torneo di South Northumberland 1948 South Northumberland, Gran Bretagna Singolare - Doppio | J.H. Nelson 6-4 6-2 3-6 8-10 6-3              | Cam Malfroy           |                        |                                                       |
| 19 giugno | Torneo di South Northumberland 1948 South Northumberland, Gran Bretagna Singolare - Doppio |                                               |                       |                        |                                                       |
| 19 giugno | Torneo di Stonehaven 1948 Stonehaven, Gran Bretagna Singolare - Doppio                     | V.H. Garland 6-1 7-9 6-1                      | J.B. Leslie           |                        |                                                       |
| 19 giugno | Torneo di Stonehaven 1948 Stonehaven, Gran Bretagna Singolare - Doppio                     |                                               |                       |                        |                                                       |
| 19 giugno | U.S. Pro Tennis Championships 1948 Forest Hills, New York, USA Erba Singolare - Doppio     | Jack Kramer 14-12, 6-2, 3-6, 6-3              | Bobby Riggs           | Frank Kovacs Don Budge | Elwood Cooke Pancho Segura Welby van Horn Dinny Pails |
| 19 giugno | U.S. Pro Tennis Championships 1948 Forest Hills, New York, USA Erba Singolare - Doppio     | Jack Kramer Pancho Segura 4-6 5-7 6-2 7-5 8-6 | Bobby Riggs Don Budge | Frank Kovacs Don Budge | Elwood Cooke Pancho Segura Welby van Horn Dinny Pails |
| 20 giugno | Heart of America Tournament 1948 Kansas City, USA Singolare - Doppio                       | Gardner Larned 6-3 6-2 6-2                    | Herbert Behrens       |                        |                                                       |
| 20 giugno | Heart of America Tournament 1948 Kansas City, USA Singolare - Doppio                       |                                               |                       |                        |                                                       |
| 26 giugno | Torneo di Huddersfield 1948 Huddersfield, Gran Bretagna Singolare - Doppio                 | Brian Royds 6-3 6-1                           | F.B. Webb             |                        |                                                       |
| 26 giugno | Torneo di Huddersfield 1948 Huddersfield, Gran Bretagna Singolare - Doppio                 |                                               |                       |                        |                                                       |
| 26 giugno | Four Courts Championships 1948 Aberdeen, Gran Bretagna Singolare - Doppio                  | V.H. Garland 6-4 4-6 6-4                      | R.W. Milner           |                        |                                                       |
| 26 giugno | Four Courts Championships 1948 Aberdeen, Gran Bretagna Singolare - Doppio                  |                                               |                       |                        |                                                       |
| 26 giugno | Scottish Midland Counties Championships 1948 Dundee, Gran Bretagna Singolare - Doppio      | Tadeusz Slawek 7-5 6-1                        | W.C.V Tait            |                        |                                                       |
| 26 giugno | Scottish Midland Counties Championships 1948 Dundee, Gran Bretagna Singolare - Doppio      |                                               |                       |                        |                                                       |
| 27 giugno | New Jersey State Championships 1948 Maplewood, USA Singolare - Doppio                      | Pancho Gonzales 6-3 4-6 2-6 6-4 6-0           | Don McNeill           |                        |                                                       |
| 27 giugno | New Jersey State Championships 1948 Maplewood, USA Singolare - Doppio                      |                                               |                       |                        |                                                       |
| 28 giugno | National Collegiate Championships 1948 Los Angeles, USA Singolare - Doppio                 | Harry Likas 6-4 1-6 7-5 6-1                   | Vic Seixas            |                        |                                                       |
| 28 giugno | National Collegiate Championships 1948 Los Angeles, USA Singolare - Doppio                 |                                               |                       |                        |                                                       |

### Luglio
| Settimana | Torneo                                                                                    | Vincitore                                        | Finalista                      | Semifinalisti | Eliminati ai quarti |
| --------- | ----------------------------------------------------------------------------------------- | ------------------------------------------------ | ------------------------------ | ------------- | ------------------- |
| luglio    | Natal Championships 1948 Durban, Sudafrica Singolare - Doppio                             | Nigel Cockburn 6-2 6-3 1-6 6-2                   | Eustace Fannin                 |               |                     |
| luglio    | Natal Championships 1948 Durban, Sudafrica Singolare - Doppio                             |                                                  |                                |               |                     |
| 2 luglio  | Torneo di Wimbledon 1948 Londra, Gran Bretagna Singolare - Doppio                         | Bob Falkenburg 7-5 0-6 6-2 3-6 7-5               | John Bromwich                  |               |                     |
| 2 luglio  | Torneo di Wimbledon 1948 Londra, Gran Bretagna Singolare - Doppio                         | John Bromwich Frank Sedgman 5-7 7-5 7-5 9-7      | Tom Brown Gardnar Mulloy       |               |                     |
| 3 luglio  | East of Scottish Championships 1948 Edimburgo, Gran Bretagna Singolare - Doppio           | Tadeusz Slawek 6-1 6-1                           | Alan D. L. Hunter              |               |                     |
| 3 luglio  | East of Scottish Championships 1948 Edimburgo, Gran Bretagna Singolare - Doppio           |                                                  |                                |               |                     |
| 5 luglio  | Tri-State Championships 1948 Cincinnati, USA Singolare - Doppio                           | Herbert Behrens 7-5 11-9 2-6 6-8 6-4             | Irvin Dorfman                  |               |                     |
| 5 luglio  | Tri-State Championships 1948 Cincinnati, USA Singolare - Doppio                           | Pancho Gonzales Irvin Dorfman walkover           | Herbert Behrens Gardner Larned |               |                     |
| 10 luglio | Torneo di Bath 1948 Bath, Gran Bretagna Singolare - Doppio                                | Douglas Scharenguivel 6-4 0-6 6-4                | Harry G. Lee                   |               |                     |
| 10 luglio | Torneo di Bath 1948 Bath, Gran Bretagna Singolare - Doppio                                |                                                  |                                |               |                     |
| 10 luglio | Irish Championships 1948 Dublino, Irlanda Singolare - Doppio                              | Eric Sturgess 6-1 6-2 3-6 6-2                    | Sumant Misra                   |               |                     |
| 10 luglio | Irish Championships 1948 Dublino, Irlanda Singolare - Doppio                              |                                                  |                                |               |                     |
| 10 luglio | Midland Counties Championships 1948 Edgbaston, Gran Bretagna Singolare - Doppio           | Felicisimo Ampon 6-2 6-3                         | Raymundo Deyro                 |               |                     |
| 10 luglio | Midland Counties Championships 1948 Edgbaston, Gran Bretagna Singolare - Doppio           | Jean Borotra Herman Francis David                |                                |               |                     |
| 10 luglio | East of England Championships 1948 Felixstowe, Gran Bretagna Singolare - Doppio           | Kotana 6-8 6-0 6-2                               | R.J.E. Mayers                  |               |                     |
| 10 luglio | East of England Championships 1948 Felixstowe, Gran Bretagna Singolare - Doppio           |                                                  |                                |               |                     |
| 10 luglio | Torneo di Matlock 1948 Matlock, Gran Bretagna Singolare - Doppio                          | G.H. Gough 6-2 2-6 6-4                           | A. Reader                      |               |                     |
| 10 luglio | Torneo di Matlock 1948 Matlock, Gran Bretagna Singolare - Doppio                          |                                                  |                                |               |                     |
| 10 luglio | Nottinghamshire Championships 1948 Nottingham, Gran Bretagna Singolare - Doppio           | Franjo Kukuljevic 6-2 6-2                        | Roy Mansell                    |               |                     |
| 10 luglio | Nottinghamshire Championships 1948 Nottingham, Gran Bretagna Singolare - Doppio           |                                                  |                                |               |                     |
| 10 luglio | Durham Championships 1948 Sunderland, Gran Bretagna Singolare - Doppio                    | Tadeusz Slawek 3-6 6-2 6-4                       | D.M. Duncan                    |               |                     |
| 10 luglio | Durham Championships 1948 Sunderland, Gran Bretagna Singolare - Doppio                    |                                                  |                                |               |                     |
| 11 luglio | Western Championships 1948 Indianapolis, USA Terra rossa Singolare - Doppio               | Pancho Gonzales 6-3 6-1 6-3                      | Jack Tuero                     |               |                     |
| 11 luglio | Western Championships 1948 Indianapolis, USA Terra rossa Singolare - Doppio               |                                                  |                                |               |                     |
| 11 luglio | Roland Garros Invitational 1948 (Paris Invitational) Parigi, Francia Singolare - Doppio   | Budge Patty 6-4 6-1                              | Marcel Bernard                 |               |                     |
| 11 luglio | Roland Garros Invitational 1948 (Paris Invitational) Parigi, Francia Singolare - Doppio   |                                                  |                                |               |                     |
| 11 luglio | Spring Lake Invitation 1948 Spring Lake, USA Singolare - Doppio                           | Bill Talbert 6-1 6-1 ritiro                      | Gardnar Mulloy                 |               |                     |
| 11 luglio | Spring Lake Invitation 1948 Spring Lake, USA Singolare - Doppio                           |                                                  |                                |               |                     |
| 17 luglio | Torneo di Cheltenham 1948 Cheltenham, Gran Bretagna Singolare - Doppio                    | Norman R. Lewis 10-8 6-2                         | Richard Guise                  |               |                     |
| 17 luglio | Torneo di Cheltenham 1948 Cheltenham, Gran Bretagna Singolare - Doppio                    |                                                  |                                |               |                     |
| 17 luglio | Scottish Championships 1948 Edimburgo, Gran Bretagna Singolare - Doppio                   | G. Eros 65 3-6 8-6 6-3                           | John G. Rutherglen             |               |                     |
| 17 luglio | Scottish Championships 1948 Edimburgo, Gran Bretagna Singolare - Doppio                   |                                                  |                                |               |                     |
| 17 luglio | Essex Championships 1948 Frinton, Gran Bretagna Singolare - Doppio                        | Franjo Kukuljevic 6-1 6-1                        | Derek M. Bull                  |               |                     |
| 17 luglio | Essex Championships 1948 Frinton, Gran Bretagna Singolare - Doppio                        |                                                  |                                |               |                     |
| 17 luglio | Torneo di Havant 1948 Havant, Gran Bretagna Singolare - Doppio                            | GI Bayley S. Jewers titolo condiviso             |                                |               |                     |
| 17 luglio | Torneo di Havant 1948 Havant, Gran Bretagna Singolare - Doppio                            |                                                  |                                |               |                     |
| 17 luglio | Welsh Championships 1948 Newport, Gran Bretagna Singolare - Doppio                        | Dennis H. Slack titolo condiviso                 | Czeslaw Spychala               |               |                     |
| 17 luglio | Welsh Championships 1948 Newport, Gran Bretagna Singolare - Doppio                        |                                                  |                                |               |                     |
| 17 luglio | Torneo di Saltaire 1948 Saltaire, Gran Bretagna Singolare - Doppio                        | Brian Royds 7-5 6-2                              | F.B. Webb                      |               |                     |
| 17 luglio | Torneo di Saltaire 1948 Saltaire, Gran Bretagna Singolare - Doppio                        |                                                  |                                |               |                     |
| 17 luglio | Pacific Northwest Championships 1948 Tacoma, USA Singolare - Doppio                       | Earl Cochell 6-4 8-6 6-3                         | Arnold Beisser                 |               |                     |
| 17 luglio | Pacific Northwest Championships 1948 Tacoma, USA Singolare - Doppio                       |                                                  |                                |               |                     |
| 18 luglio | New York State Championships 1948 Forest Hills, New York, USA Singolare - Doppio          | Bill Talbert 6-3 7-5 8-6                         | Don McNeill                    |               |                     |
| 18 luglio | New York State Championships 1948 Forest Hills, New York, USA Singolare - Doppio          |                                                  |                                |               |                     |
| 18 luglio | U.S. Men's Clay Court Championships 1948 River Forest, USA Terra rossa Singolare - Doppio | Pancho Gonzales 7-5 6-2 6-3                      | Nick Carter                    |               |                     |
| 18 luglio | U.S. Men's Clay Court Championships 1948 River Forest, USA Terra rossa Singolare - Doppio | Sam Match Tom Chambers                           |                                |               |                     |
| 24 luglio | Swedish International Hard Court Championships 1948 Båstad, Svezia Singolare - Doppio     | Eric Sturgess 6-2 7-5 6-4                        | Enrique Morea                  |               |                     |
| 24 luglio | Swedish International Hard Court Championships 1948 Båstad, Svezia Singolare - Doppio     |                                                  |                                |               |                     |
| 24 luglio | Torneo di Carnoustie 1948 Carnoustie, Gran Bretagna Singolare - Doppio                    | James R. Sangster 6-3 4-6 6-0                    | R.T. Ellis                     |               |                     |
| 24 luglio | Torneo di Carnoustie 1948 Carnoustie, Gran Bretagna Singolare - Doppio                    |                                                  |                                |               |                     |
| 24 luglio | Pennsylvania Lawn Tennis Championship 1948 Haverford, USA Singolare - Doppio              | Samuel Match 6-1 6-2 6-2                         | Harry Likas                    |               |                     |
| 24 luglio | Pennsylvania Lawn Tennis Championship 1948 Haverford, USA Singolare - Doppio              |                                                  |                                |               |                     |
| 25 luglio | Eastern Clay Court Championships 1948 Jackson Heights, USA Singolare - Doppio             | Frank Parker 6-3 8-6 6-2                         | Bill Talbert                   |               |                     |
| 25 luglio | Eastern Clay Court Championships 1948 Jackson Heights, USA Singolare - Doppio             |                                                  |                                |               |                     |
| 25 luglio | South Queensland Championships 1948 Ipswich, Australia Singolare - Doppio                 | Jack Arkinstall 6-4 6-2                          | Arthur Liddle                  |               |                     |
| 25 luglio | South Queensland Championships 1948 Ipswich, Australia Singolare - Doppio                 |                                                  |                                |               |                     |
| 31 luglio | Torneo di Bedford 1948 Bedford, Gran Bretagna Singolare - Doppio                          | John Bromwich 6-3 6-2                            | Fred Perry                     |               |                     |
| 31 luglio | Torneo di Bedford 1948 Bedford, Gran Bretagna Singolare - Doppio                          |                                                  |                                |               |                     |
| 31 luglio | Slazenger Pro Championships 1948 Bedford, Gran Bretagna Singolare - Doppio                | Fred Perry 3-6 6-4 6-2 6-1                       | Yvon Petra                     |               |                     |
| 31 luglio | Slazenger Pro Championships 1948 Bedford, Gran Bretagna Singolare - Doppio                | Dan Maskell F. Poulson 6-4 6-2 6-4               | S. Evans B. Lawrence           |               |                     |
| 31 luglio | Torneo di Bury & West Suffolk 1948 Bury - West Suffolk, Gran Bretagna Singolare - Doppio  | Dennis H. Slack 3-6 8-6 6-2                      | R.E. Carter                    |               |                     |
| 31 luglio | Torneo di Bury & West Suffolk 1948 Bury - West Suffolk, Gran Bretagna Singolare - Doppio  |                                                  |                                |               |                     |
| 31 luglio | Torneo di Fraserburgh 1948 Fraserburgh, Gran Bretagna Singolare - Doppio                  | C.B. Sim 6-3 8-6 6-3                             | A.D. McIntosh                  |               |                     |
| 31 luglio | Torneo di Fraserburgh 1948 Fraserburgh, Gran Bretagna Singolare - Doppio                  |                                                  |                                |               |                     |
| 31 luglio | Canadian Championships 1948 Toronto, Canada Singolare - Doppio                            | William Tully 6-4 7-5 6-0                        | Henri Rochon                   |               |                     |
| 31 luglio | Canadian Championships 1948 Toronto, Canada Singolare - Doppio                            | Edgar Lanthier Gordon McNeil 6-2 4-6 3-6 6-4 6-4 | Tony Vincent Sverre Lie        |               |                     |
| 31 luglio | Torneo di Tunbridge Wells 1948 Tunbridge Wells, Gran Bretagna Singolare - Doppio          | Jeffrey Michelmore 8-6 6-3                       | D.D. Warwick                   |               |                     |
| 31 luglio | Torneo di Tunbridge Wells 1948 Tunbridge Wells, Gran Bretagna Singolare - Doppio          |                                                  |                                |               |                     |

### Agosto
| Settimana | Torneo                                                                                    | Vincitore                                                  | Finalista                    | Semifinalisti | Eliminati ai quarti |
| --------- | ----------------------------------------------------------------------------------------- | ---------------------------------------------------------- | ---------------------------- | ------------- | ------------------- |
| 1º agosto | Seabright Invitational 1948 Seabright, USA Singolare - Doppio                             | Earl Cochell 9-7 8-6 6-4                                   | Bill Talbert                 |               |                     |
| 1º agosto | Seabright Invitational 1948 Seabright, USA Singolare - Doppio                             |                                                            |                              |               |                     |
| 2 agosto  | Kenya Championships 1948 Nairobi, Kenya Singolare - Doppio                                | F. Jack Piercy 6-3 6-0 6-2                                 | R.L.B. Cooper                |               |                     |
| 2 agosto  | Kenya Championships 1948 Nairobi, Kenya Singolare - Doppio                                |                                                            |                              |               |                     |
| 3 agosto  | Torneo di Moseley 1948 Moseley, Gran Bretagna Singolare - Doppio                          | Peter E. Hare 3-6 6-4 6-1                                  | Michael Clarke               |               |                     |
| 3 agosto  | Torneo di Moseley 1948 Moseley, Gran Bretagna Singolare - Doppio                          |                                                            |                              |               |                     |
| 3 agosto  | Czechoslovakian International Championships 1948 Praga, Cecoslovacchia Singolare - Doppio | Jaroslav Drobny 6-4 6-1 6-3                                | Andras Stolpa                |               |                     |
| 3 agosto  | Czechoslovakian International Championships 1948 Praga, Cecoslovacchia Singolare - Doppio |                                                            |                              |               |                     |
| 3 agosto  | Torneo di Wolverhampton 1948 Wolverhampton, Gran Bretagna Singolare - Doppio              | Claude F.O. Lister 8-6 9-7                                 | J.B. Griffith                |               |                     |
| 3 agosto  | Torneo di Wolverhampton 1948 Wolverhampton, Gran Bretagna Singolare - Doppio              |                                                            |                              |               |                     |
| 4 agosto  | Torneo di Ilkley 1948 Ilkley, Gran Bretagna Singolare - Doppio                            | Norman Taylor 6-1 6-3                                      | Harold R. Marsland           |               |                     |
| 4 agosto  | Torneo di Ilkley 1948 Ilkley, Gran Bretagna Singolare - Doppio                            |                                                            |                              |               |                     |
| 5 agosto  | Torneo di Wellingborough 1948 Wellingborough, Gran Bretagna Singolare - Doppio            | Jeffrey Michelmore 4-6 7-5 6-1                             | S.A. Holyland                |               |                     |
| 5 agosto  | Torneo di Wellingborough 1948 Wellingborough, Gran Bretagna Singolare - Doppio            |                                                            |                              |               |                     |
| 7 agosto  | Hampshire Championships 1948 Bournemouth, Gran Bretagna Singolare - Doppio                | Norman R. Lewis 6-1 2-6 6-3                                | George Godsell               |               |                     |
| 7 agosto  | Hampshire Championships 1948 Bournemouth, Gran Bretagna Singolare - Doppio                |                                                            |                              |               |                     |
| 7 agosto  | Torneo di Hull 1948 Hull, Gran Bretagna Singolare - Doppio                                | J.B. Griffith 6-4 7-5                                      | Cuthbert Ted Tinling         |               |                     |
| 7 agosto  | Torneo di Hull 1948 Hull, Gran Bretagna Singolare - Doppio                                |                                                            |                              |               |                     |
| 7 agosto  | Ayrshire Championships 1948 Largs Bay, Gran Bretagna Singolare - Doppio                   | R.G. Harris 6-4 6-3 6-1                                    | E. Donald                    |               |                     |
| 7 agosto  | Ayrshire Championships 1948 Largs Bay, Gran Bretagna Singolare - Doppio                   |                                                            |                              |               |                     |
| 7 agosto  | Carmarthenshire Championships 1948 Llanelly, Gran Bretagna Singolare - Doppio             | Franjo Kukuljevic 6-3 3-6 6-1                              | Gerald D. Oakley             |               |                     |
| 7 agosto  | Carmarthenshire Championships 1948 Llanelly, Gran Bretagna Singolare - Doppio             |                                                            |                              |               |                     |
| 7 agosto  | South of Scottish Championships 1948 Moffot, Gran Bretagna Singolare - Doppio             | W.R. Pringle 6-3 6-4                                       | T.R. Darby                   |               |                     |
| 7 agosto  | South of Scottish Championships 1948 Moffot, Gran Bretagna Singolare - Doppio             |                                                            |                              |               |                     |
| 7 agosto  | Torneo di Nairn 1948 Nairn, Gran Bretagna Singolare - Doppio                              | Robin W. Welsh 4-6 6-2 6-2                                 | A.R. Czynski                 |               |                     |
| 7 agosto  | Torneo di Nairn 1948 Nairn, Gran Bretagna Singolare - Doppio                              |                                                            |                              |               |                     |
| 7 agosto  | Torneo di North Lonsdale 1948 North Lonsdale, Gran Bretagna Singolare - Doppio            | G.K. Whitehead 6-4 5-7 6-4                                 | Gerry L. France              |               |                     |
| 7 agosto  | Torneo di North Lonsdale 1948 North Lonsdale, Gran Bretagna Singolare - Doppio            |                                                            |                              |               |                     |
| 7 agosto  | Torneo di Paignton 1948 Paignton, Gran Bretagna Singolare - Doppio                        | D.D. Warwick 6-3 3-6 6-4                                   | Douglas Snart                |               |                     |
| 7 agosto  | Torneo di Paignton 1948 Paignton, Gran Bretagna Singolare - Doppio                        |                                                            |                              |               |                     |
| 7 agosto  | Berkshire Championships 1948 Peppard, Gran Bretagna Singolare - Doppio                    | Maximilian Stolarow 4-6 6-0 6-1                            | Lord Ronaldshay              |               |                     |
| 7 agosto  | Berkshire Championships 1948 Peppard, Gran Bretagna Singolare - Doppio                    |                                                            |                              |               |                     |
| 7 agosto  | Suffolk Championships 1948 Saxmundham, Gran Bretagna Singolare - Doppio                   | C.M. Rudland 6-2 6-2                                       | A.H. Boar                    |               |                     |
| 7 agosto  | Suffolk Championships 1948 Saxmundham, Gran Bretagna Singolare - Doppio                   |                                                            |                              |               |                     |
| 7 agosto  | Southampton Invitation 1948 Southampton, USA Erba Singolare - Doppio                      | Pancho Gonzales 6-3 6-0 6-3                                | Budge Patty                  |               |                     |
| 7 agosto  | Southampton Invitation 1948 Southampton, USA Erba Singolare - Doppio                      | Billy Trabert Gardnar Mulloy 6-2 6-1 6-3                   | Bob Falkenburg Frank Sedgman |               |                     |
| 8 agosto  | Hungarian International Championships 1948 Budapest, Ungheria Singolare - Doppio          | József Asbóth                                              | József Asbóth                |               |                     |
| 8 agosto  | Hungarian International Championships 1948 Budapest, Ungheria Singolare - Doppio          |                                                            |                              |               |                     |
| 14 agosto | North of Scottish Championships 1948 Elgin, Gran Bretagna Singolare - Doppio              | D.C. Argyle 1-6 6-2 7-5                                    | J. Ramage                    |               |                     |
| 14 agosto | North of Scottish Championships 1948 Elgin, Gran Bretagna Singolare - Doppio              |                                                            |                              |               |                     |
| 14 agosto | Torneo di Falmouth 1948 Falmouth, Gran Bretagna Singolare - Doppio                        | M.W.H. Calvert 7-5 6-0                                     | J. Munro                     |               |                     |
| 14 agosto | Torneo di Falmouth 1948 Falmouth, Gran Bretagna Singolare - Doppio                        |                                                            |                              |               |                     |
| 14 agosto | Torneo di Montrose 1948 Montrose, Gran Bretagna Singolare - Doppio                        | Clarence Medlycott Jones 6-2 6-2                           | Tadeusz Slawek               |               |                     |
| 14 agosto | Torneo di Montrose 1948 Montrose, Gran Bretagna Singolare - Doppio                        |                                                            |                              |               |                     |
| 14 agosto | Torneo di North Berwick 1948 North Berwick, Gran Bretagna Singolare - Doppio              | Jan A. Zajac 3-6 6-4 6-4                                   | Robert Barr                  |               |                     |
| 14 agosto | Torneo di North Berwick 1948 North Berwick, Gran Bretagna Singolare - Doppio              |                                                            |                              |               |                     |
| 14 agosto | Torneo di Torquay 1948 Torquay, Gran Bretagna Singolare - Doppio                          | Norman R. Lewis 6-0 6-2                                    | D.S. Anderton                |               |                     |
| 14 agosto | Torneo di Torquay 1948 Torquay, Gran Bretagna Singolare - Doppio                          |                                                            |                              |               |                     |
| 14 agosto | British Pro Championships 1948 Eastbourne, Gran Bretagna Singolare - Doppio               | Dan Maskell 1-6 6-2 6-0 6-3                                | J. Pearce                    |               |                     |
| 14 agosto | British Pro Championships 1948 Eastbourne, Gran Bretagna Singolare - Doppio               | Dan Maskell F. Poulsond 6-4 6-2 6-4                        | S. Evans B. Lawrence         |               |                     |
| 14 agosto | Torneo di Alverstoke 1948 Alverstoke, Gran Bretagna Singolare - Doppio                    | K.G. Anson 6-4 6-3                                         | A. Threlfall                 |               |                     |
| 14 agosto | Torneo di Alverstoke 1948 Alverstoke, Gran Bretagna Singolare - Doppio                    |                                                            |                              |               |                     |
| 14 agosto | Torneo di Bude 1948 Bude, Gran Bretagna Singolare - Doppio                                | Stig Martenson 4-6 6-2 6-4                                 | D.D. Warwick                 |               |                     |
| 14 agosto | Torneo di Bude 1948 Bude, Gran Bretagna Singolare - Doppio                                |                                                            |                              |               |                     |
| 14 agosto | Torneo di Burnham-on-Sea 1948 Burnham-on-Sea, Gran Bretagna Singolare - Doppio            | D.M. Rundle 8-6 6-1                                        | R.B. Hill                    |               |                     |
| 14 agosto | Torneo di Burnham-on-Sea 1948 Burnham-on-Sea, Gran Bretagna Singolare - Doppio            |                                                            |                              |               |                     |
| 14 agosto | Derbyshire Championships 1948 Buxton, Gran Bretagna Singolare - Doppio                    | Franjo Kukuljevic 6-1 6-3                                  | Matthew Murphy               |               |                     |
| 14 agosto | Derbyshire Championships 1948 Buxton, Gran Bretagna Singolare - Doppio                    |                                                            |                              |               |                     |
| 14 agosto | Torneo di Cranleigh 1948 Cranleigh, Gran Bretagna Singolare - Doppio                      | Czeslaw Spychala 6-4 8-6                                   | Claude F.O. Lister           |               |                     |
| 14 agosto | Torneo di Cranleigh 1948 Cranleigh, Gran Bretagna Singolare - Doppio                      |                                                            |                              |               |                     |
| 14 agosto | Norfolk Championships 1948 Cromer, Gran Bretagna Singolare - Doppio                       | Clifford Hovell 6-2 4-6 8-6                                | Headley T. Baxter            |               |                     |
| 14 agosto | Norfolk Championships 1948 Cromer, Gran Bretagna Singolare - Doppio                       |                                                            |                              |               |                     |
| 15 agosto | Eastern Grass Court Championships 1948 South Orange, USA Singolare - Doppio               | Frank Parker 6-2 9-7 6-2                                   | Ted Schroeder                |               |                     |
| 15 agosto | Eastern Grass Court Championships 1948 South Orange, USA Singolare - Doppio               |                                                            |                              |               |                     |
| 21 agosto | West Sussex Championships 1948 Bognor Regis, Gran Bretagna Singolare - Doppio             | R.J.E. Mayers 6-4 6-2                                      | P.H. Partridge               |               |                     |
| 21 agosto | West Sussex Championships 1948 Bognor Regis, Gran Bretagna Singolare - Doppio             |                                                            |                              |               |                     |
| 21 agosto | Torneo di Exmouth 1948 Exmouth, Gran Bretagna Singolare - Doppio                          | Norman R. Lewis titolo condiviso                           | D.D. Warwick                 |               |                     |
| 21 agosto | Torneo di Exmouth 1948 Exmouth, Gran Bretagna Singolare - Doppio                          |                                                            |                              |               |                     |
| 21 agosto | Torneo di Grantown-on-Spey 1948 Grantown-on-Spey, Gran Bretagna Singolare - Doppio        | F.R. Harrison 9-7 10-8                                     | J.B. Leslie                  |               |                     |
| 21 agosto | Torneo di Grantown-on-Spey 1948 Grantown-on-Spey, Gran Bretagna Singolare - Doppio        |                                                            |                              |               |                     |
| 21 agosto | North of England Championships 1948 Scarborough, Gran Bretagna Singolare - Doppio         | Franjo Kukuljevic 3-6 6-1 6-3 6-4                          | Gerald D. Oakley             |               |                     |
| 21 agosto | North of England Championships 1948 Scarborough, Gran Bretagna Singolare - Doppio         |                                                            |                              |               |                     |
| 21 agosto | Scottish Hard Court Championships 1948 St Andrews, Gran Bretagna Singolare - Doppio       | Clarence Medlycott Jones Howard F. Walton titolo condiviso |                              |               |                     |
| 21 agosto | Scottish Hard Court Championships 1948 St Andrews, Gran Bretagna Singolare - Doppio       |                                                            |                              |               |                     |
| 21 agosto | Torneo di St Ives 1948 St Ives, Gran Bretagna Singolare - Doppio                          | P.C.J. Pestell Norman Taylor titolo condiviso              |                              |               |                     |
| 21 agosto | Torneo di St Ives 1948 St Ives, Gran Bretagna Singolare - Doppio                          |                                                            |                              |               |                     |
| 22 agosto | Newport Casino Trophy 1948 Newport, USA Singolare - Doppio                                | Bill Talbert 4-6 6-3 4-6 6-4 6-3                           | Harry Likas                  |               |                     |
| 22 agosto | Newport Casino Trophy 1948 Newport, USA Singolare - Doppio                                |                                                            |                              |               |                     |
| 24 agosto | Swedish International Hard Court Championships 1948 Stoccolma, Svezia Singolare - Doppio  | Lennart Bergelin 6-4 6-4 9-7                               | Borje Fornstedt              |               |                     |
| 24 agosto | Swedish International Hard Court Championships 1948 Stoccolma, Svezia Singolare - Doppio  |                                                            |                              |               |                     |
| 28 agosto | Torneo di Budleigh Salterton 1948 Budleigh Salterton, Gran Bretagna Singolare - Doppio    | Norman R. Lewis 76 6-4                                     | D.D. Warwick                 |               |                     |
| 28 agosto | Torneo di Budleigh Salterton 1948 Budleigh Salterton, Gran Bretagna Singolare - Doppio    |                                                            |                              |               |                     |
| 28 agosto | Torneo di Carlisle 1948 Carlisle, Gran Bretagna Singolare - Doppio                        | Gerald D. Oakley 6-1 6-1                                   | Tadeusz Slawek               |               |                     |
| 28 agosto | Torneo di Carlisle 1948 Carlisle, Gran Bretagna Singolare - Doppio                        |                                                            |                              |               |                     |
| 28 agosto | Cinque Ports Championships 1948 Folkestone, Gran Bretagna Singolare - Doppio              | R.J.E. Mayers 6-3 8-6                                      | Anthony Starte               |               |                     |
| 28 agosto | Cinque Ports Championships 1948 Folkestone, Gran Bretagna Singolare - Doppio              |                                                            |                              |               |                     |
| 28 agosto | Torneo di Heaton Bradford 1948 Heaton Bradford, Gran Bretagna Singolare - Doppio          | C.M. Rangam 6-1 2-6 6-1                                    | F.B. Webb                    |               |                     |
| 28 agosto | Torneo di Heaton Bradford 1948 Heaton Bradford, Gran Bretagna Singolare - Doppio          |                                                            |                              |               |                     |
| 28 agosto | Torneo di New Malden 1948 New Malden, Gran Bretagna Singolare - Doppio                    | Czeslaw Spychala 5-7 6-3 7-5                               | Roland E. Carter             |               |                     |
| 28 agosto | Torneo di New Malden 1948 New Malden, Gran Bretagna Singolare - Doppio                    |                                                            |                              |               |                     |

### Settembre
| Settimana    | Torneo                                                                                 | Vincitore                                           | Finalista                  | Semifinalisti | Eliminati ai quarti |
| ------------ | -------------------------------------------------------------------------------------- | --------------------------------------------------- | -------------------------- | ------------- | ------------------- |
| settembre    | OFS Championships 1948 Bloemfontein, Sudafrica Singolare - Doppio                      | Eustace Fannin 6-1 6-1 6-2                          | William Muir               |               |                     |
| settembre    | OFS Championships 1948 Bloemfontein, Sudafrica Singolare - Doppio                      |                                                     |                            |               |                     |
| settembre    | Istanbul International Championships 1948 Istanbul, Turchia Singolare - Doppio         | Heraldo Weiss 6-3 6-4 6-4                           | Hans Redl                  |               |                     |
| settembre    | Istanbul International Championships 1948 Istanbul, Turchia Singolare - Doppio         |                                                     |                            |               |                     |
| 1º settembre | U.S. National Championships 1948 New York, USA Erba Singolare - Doppio                 | Pancho Gonzales 6-2 6-3 14-12                       | Eric Sturgess              |               |                     |
| 1º settembre | U.S. National Championships 1948 New York, USA Erba Singolare - Doppio                 | Gardnar Mulloy Bill Talbert 1-6, 9-7, 6-3, 3-6, 9-7 | Frank Parker Ted Schroeder |               |                     |
| 4 settembre  | Middlesex Championships 1948 Chiswick Park, Gran Bretagna Singolare - Doppio           | Norman R. Lewis 6-1 6-3                             | Bernard E. Crouch          |               |                     |
| 4 settembre  | Middlesex Championships 1948 Chiswick Park, Gran Bretagna Singolare - Doppio           |                                                     |                            |               |                     |
| 4 settembre  | Torneo di Lee-on-Solent 1948 Lee-on-Solent, Gran Bretagna Singolare - Doppio           | Anthony Starte 6-1 2-6 7-5                          | T. Bakshi                  |               |                     |
| 4 settembre  | Torneo di Lee-on-Solent 1948 Lee-on-Solent, Gran Bretagna Singolare - Doppio           |                                                     |                            |               |                     |
| 5 settembre  | Sydney Metropolitan Hard Court Championships 1948 Sydney, Australia Singolare - Doppio | George Worthington 2-6 9-7 6-4                      | James Gilchrist            |               |                     |
| 5 settembre  | Sydney Metropolitan Hard Court Championships 1948 Sydney, Australia Singolare - Doppio |                                                     |                            |               |                     |
| 6 settembre  | Turkey International Championships 1948 Ankara, Turchia Singolare - Doppio             | Heraldo Weiss 1-6 1-6 6-4 6-0 6-4                   | Hans Redl                  |               |                     |
| 6 settembre  | Turkey International Championships 1948 Ankara, Turchia Singolare - Doppio             |                                                     |                            |               |                     |
| 11 settembre | South of England Championships 1948 Eastbourne, Gran Bretagna Singolare - Doppio       | Czeslaw Spychala 5-7 6-4 8-6                        | Ignacy Tloczynski          |               |                     |
| 11 settembre | South of England Championships 1948 Eastbourne, Gran Bretagna Singolare - Doppio       |                                                     |                            |               |                     |
| 11 settembre | Highland Championships 1948 Pitlochry, Gran Bretagna Singolare - Doppio                | J.S. Ross 7-5 7-5                                   | G.W. O'Connor              |               |                     |
| 11 settembre | Highland Championships 1948 Pitlochry, Gran Bretagna Singolare - Doppio                |                                                     |                            |               |                     |
| 13 settembre | New South Wales Hard Court Championships 1948 Dubbo, Australia Singolare - Doppio      | Jack Crawford 3-6 6-3 6-3                           | Robert McCarthy            |               |                     |
| 13 settembre | New South Wales Hard Court Championships 1948 Dubbo, Australia Singolare - Doppio      |                                                     |                            |               |                     |
| 18 settembre | Henley Hard Courts Autumn Meeting 1948 Phillis Court, Gran Bretagna Singolare - Doppio | John W. Spence 6-3 6-4                              | Norman R. Lewis            |               |                     |
| 18 settembre | Henley Hard Courts Autumn Meeting 1948 Phillis Court, Gran Bretagna Singolare - Doppio |                                                     |                            |               |                     |
| 18 settembre | Scottish Lowlands Championships 1948 Peebles, Gran Bretagna Singolare - Doppio         | Howard F. Walton 4-6 6-2 6-0                        | George Godsell             |               |                     |
| 18 settembre | Scottish Lowlands Championships 1948 Peebles, Gran Bretagna Singolare - Doppio         |                                                     |                            |               |                     |
| 19 settembre | Campionati italiani assoluti di tennis 1948 Milano, Italia Singolare - Doppio          | Gianni Cucelli 7-5 1-6 4-6 6-0 8-6                  | Vanni Canepele             |               |                     |
| 19 settembre | Campionati italiani assoluti di tennis 1948 Milano, Italia Singolare - Doppio          |                                                     |                            |               |                     |
| 25 settembre | Torneo di Cirencester 1948 Cirencester, Gran Bretagna Singolare - Doppio               | George Godsell 6-2 6-1                              | A.R. Greatrex              |               |                     |
| 25 settembre | Torneo di Cirencester 1948 Cirencester, Gran Bretagna Singolare - Doppio               |                                                     |                            |               |                     |
| 25 settembre | Guildford Hard Court Championships 1948 Guildford, Gran Bretagna Singolare - Doppio    | Ignacy Tloczynski 6-4 4-6 6-2                       | Norman R. Lewis            |               |                     |
| 25 settembre | Guildford Hard Court Championships 1948 Guildford, Gran Bretagna Singolare - Doppio    |                                                     |                            |               |                     |
| 30 settembre | Pacific Southwest Championships 1948 Los Angeles, USA Cemento Singolare - Doppio       | Ted Schroeder 4-6 7-9 7-5 ritiro                    | Frank Parker               |               |                     |
| 30 settembre | Pacific Southwest Championships 1948 Los Angeles, USA Cemento Singolare - Doppio       |                                                     |                            |               |                     |

### Ottobre
| Settimana  | Torneo                                                                                      | Vincitore                           | Finalista           | Semifinalisti | Eliminati ai quarti |
| ---------- | ------------------------------------------------------------------------------------------- | ----------------------------------- | ------------------- | ------------- | ------------------- |
| 3 ottobre  | Coupe Porée 1948 Parigi, Francia Singolare - Doppio                                         | Budge Patty 8-6 3-6 6-1 3-6 6-1     | Marcel Bernard      |               |                     |
| 3 ottobre  | Coupe Porée 1948 Parigi, Francia Singolare - Doppio                                         |                                     |                     |               |                     |
| 4 ottobre  | ACT Championships 1948 Canberra, Australia Singolare - Doppio                               | K. Johnstone 6-4 6-4                | Max Anderson        |               |                     |
| 4 ottobre  | ACT Championships 1948 Canberra, Australia Singolare - Doppio                               |                                     |                     |               |                     |
| 10 ottobre | Pacific Coast Championships 1948 San Francisco, USA Singolare - Doppio                      | Ted Schroeder 6-4 4-6 6-3 6-1       | Pancho Gonzales     |               |                     |
| 10 ottobre | Pacific Coast Championships 1948 San Francisco, USA Singolare - Doppio                      |                                     |                     |               |                     |
| 10 ottobre | Sydney Metropolitan Grass Court Championships 1948 Sydney, Australia Singolare - Doppio     | Robert McCarthy 6-3 6-4             | Robert R. Barnes    |               |                     |
| 10 ottobre | Sydney Metropolitan Grass Court Championships 1948 Sydney, Australia Singolare - Doppio     |                                     |                     |               |                     |
| 16 ottobre | British Covered Court Championships 1948 Londra, Gran Bretagna Singolare - Doppio           | Jean Borotra 6-3 6-3 6-2            | Geoffrey Paish      |               |                     |
| 16 ottobre | British Covered Court Championships 1948 Londra, Gran Bretagna Singolare - Doppio           |                                     |                     |               |                     |
| 18 ottobre | Athens Championships 1948 Atene, Grecia Singolare - Doppio                                  | A. Manouilidis 1-6 10-8 6-2 5-7 6-0 | George Nicolaidis   |               |                     |
| 18 ottobre | Athens Championships 1948 Atene, Grecia Singolare - Doppio                                  |                                     |                     |               |                     |
| 23 ottobre | Cromer Covered Court Autumn Meeting 1948 Cromer, Gran Bretagna Singolare - Doppio           | Eric Filby 6-4 3-6 6-3              | Alexandru Hamburger |               |                     |
| 23 ottobre | Cromer Covered Court Autumn Meeting 1948 Cromer, Gran Bretagna Singolare - Doppio           |                                     |                     |               |                     |
| 24 ottobre | Pan American International Championships 1948 Città del Messico, Messico Singolare - Doppio | Jaroslav Drobny 9-7 6-2 6-2         | Eric Sturgess       |               |                     |
| 24 ottobre | Pan American International Championships 1948 Città del Messico, Messico Singolare - Doppio |                                     |                     |               |                     |

### Novembre
| Settimana   | Torneo                                                                                  | Vincitore                                  | Finalista                  | Semifinalisti             | Eliminati ai quarti                                     |
| ----------- | --------------------------------------------------------------------------------------- | ------------------------------------------ | -------------------------- | ------------------------- | ------------------------------------------------------- |
| Novembre    | South American Championships 1948 Buenos Aires, Argentina Singolare - Doppio            | Eric Sturgess 6-1 3-6 6-3 6-3              | Vic Seixas                 |                           |                                                         |
| Novembre    | South American Championships 1948 Buenos Aires, Argentina Singolare - Doppio            |                                            |                            |                           |                                                         |
| Novembre    | Southern Transvaal Championships 1948 Johannesburg, Sudafrica Singolare - Doppio        | Eustace Fannin 2-6 6-2 1-6 5-2 ritiro      | Syndey Levy                |                           |                                                         |
| Novembre    | Southern Transvaal Championships 1948 Johannesburg, Sudafrica Singolare - Doppio        |                                            |                            |                           |                                                         |
| 7 novembre  | Queensland Championships 1948 Brisbane, Australia Singolare - Doppio                    | Adrian Quist 6-3 6-0 6-4                   | George Worthington         |                           |                                                         |
| 7 novembre  | Queensland Championships 1948 Brisbane, Australia Singolare - Doppio                    |                                            |                            |                           |                                                         |
| 12 novembre | Fluminense Trophy 1948 Rio de Janeiro, Brasile Singolare - Doppio                       | Jaroslav Drobny 7-5 6-4 6-3                | Enrique Morea              |                           |                                                         |
| 12 novembre | Fluminense Trophy 1948 Rio de Janeiro, Brasile Singolare - Doppio                       |                                            |                            |                           |                                                         |
| 13 novembre | Palace Hotel Covered Court Championships 1948 Torquay, Gran Bretagna Singolare - Doppio | Howard F. Walton 6-2 6-3                   | Donald William Butler      |                           |                                                         |
| 13 novembre | Palace Hotel Covered Court Championships 1948 Torquay, Gran Bretagna Singolare - Doppio |                                            |                            |                           |                                                         |
| 14 novembre | Swiss Covered Court Championships 1948 Ginevra, Svizzera Singolare - Doppio             | Gottfried von Cramm 6-2 6-2 6-2            | Gianni Cucelli             |                           |                                                         |
| 14 novembre | Swiss Covered Court Championships 1948 Ginevra, Svizzera Singolare - Doppio             |                                            |                            |                           |                                                         |
| 21 novembre | Perth Spring Tournament 1948 Perth, Australia Singolare - Doppio                        | Keith Holten 6-3 6-3 8-6                   | Ross Graham                |                           |                                                         |
| 21 novembre | Perth Spring Tournament 1948 Perth, Australia Singolare - Doppio                        |                                            |                            |                           |                                                         |
| 29 novembre | New South Wales Championships 1948 Sydney, Australia Singolare - Doppio                 | John Bromwich 6-4, 6-1, 7-5                | Frank Sedgman              | Bill Sidwell Adrian Quist | Ken McGregor Foster Long Geoffrey Brown James Gilchrist |
| 29 novembre | New South Wales Championships 1948 Sydney, Australia Singolare - Doppio                 | Bill Sidwell Colin Long 2-6, 6-4, 6-2, 6-4 | Adrian Quist John Bromwich | Bill Sidwell Adrian Quist | Ken McGregor Foster Long Geoffrey Brown James Gilchrist |
| 30 novembre | Argentina International Championships 1948 Buenos Aires, Argentina Singolare - Doppio   | Eric Sturgess 6-1 3-6 6-3 6-4              | Vic Seixas                 |                           |                                                         |
| 30 novembre | Argentina International Championships 1948 Buenos Aires, Argentina Singolare - Doppio   |                                            |                            |                           |                                                         |

### Dicembre
| Settimana   | Torneo                                                               | Vincitore                 | Finalista      | Semifinalisti | Eliminati ai quarti |
| ----------- | -------------------------------------------------------------------- | ------------------------- | -------------- | ------------- | ------------------- |
| dicembre    | Border Championships 1948 East London, Sudafrica Singolare - Doppio  | Eric Sturgess 6-2 6-1 6-2 | Eustace Fannin |               |                     |
| dicembre    | Border Championships 1948 East London, Sudafrica Singolare - Doppio  |                           |                |               |                     |
| 13 dicembre | Victorian Championships 1948 Melbourne, Australia Singolare - Doppio | Bill Sidwell 6-4 7-5 8-6  | Geoff Brown    |               |                     |
| 13 dicembre | Victorian Championships 1948 Melbourne, Australia Singolare - Doppio |                           |                |               |                     |

## Senza data
| Settimana  | Torneo                                                                   | Vincitore                              | Finalista                    | Semifinalisti | Eliminati ai quarti |
| ---------- | ------------------------------------------------------------------------ | -------------------------------------- | ---------------------------- | ------------- | ------------------- |
| Senza data | German Championships 1948 Amburgo, Germania Singolare - Doppio           | Gottfried von Cramm 6–4, 6–1, 4–6, 6–3 | Helmut Gulcz                 |               |                     |
| Senza data | German Championships 1948 Amburgo, Germania Singolare - Doppio           |                                        |                              |               |                     |
| Senza data | German Pro Championships 1948 , Germania Singolare - Doppio              | Rudolph Probst                         | non conosciuta (bandiera)    |               |                     |
| Senza data | German Pro Championships 1948 , Germania Singolare - Doppio              |                                        |                              |               |                     |
| Senza data | Miami Pro Championships 1948 Miami Beach, USA Asfalto Singolare - Doppio | Frank Kovacs 6-1 7-9 9-7               | Jimmy Evert                  |               |                     |
| Senza data | Miami Pro Championships 1948 Miami Beach, USA Asfalto Singolare - Doppio |                                        |                              |               |                     |
| Senza data | USPLTA Fall Championships 1948 Whitestone, USA Singolare - Doppio        | Robert Stubbs Jr 6-2 6-0               | Mitchell Gornto              |               |                     |
| Senza data | USPLTA Fall Championships 1948 Whitestone, USA Singolare - Doppio        | Elwood Cooke E. Hariy                  | R. van den Bosch Dave Gillam |               |                     |

## Pro tour
Nel corso dell'anno si giocarono diversi tornei che facevano parte dei pro tour: un insieme di tornei composti da pochi partecipanti: da 2, 4 o 6 giocatori in cui i migliori tennisti si sfidavano in scontri diretti in varie località. Il vincitore del tour era il tennista che aveva un vantaggio nei testa a testa con gli altri giocatori.
| Data                          | Località             | Nome del tour            | Partecipanti                                      |
| ----------------------------- | -------------------- | ------------------------ | ------------------------------------------------- |
| 2 dicembre 1947 - maggio 1948 | Stati Uniti e Canada | World Pro Tour 1947-1948 | 1) Jack Kramer 69-20 2) Bobby Riggs 20-69         |
| settembre - ottobre 1948      | Australia            | Australian Pro Tour 1948 | Jack Kramer Dinny Pails Pancho Segura Bobby Riggs |